# Kurilenseehund
Der Kurilenseehund (Phoca vitulina stejnegeri) ist eine pazifische Unterart des Seehunds aus der Gattung der Echten Hundsrobben (Phoca).

## Beschreibung
Die Männchen erreichen eine Länge von 174 bis 186 cm und ein Gewicht von 87 bis 170 kg. Die Weibchen werden 160 bis 169 cm lang und können zwischen 60 und 142 kg wiegen. Bei der Geburt sind die Jungtiere 98 cm lang und wiegen 19 kg. Der Kurilenseehund kommt in einer hellen und einer dunklen Variante vor. Die helle Variante hat einen dunklen Rücken und einen blassen Bauch mit dunklen Punkten, die ineinander verschmelzen. Um die Augen und die Schnauze befinden sich ebenfalls blasse Bereiche. Die dunkle Variante ist fast schwarz und hat dicht beieinander liegende Punkte mit hellen Ringen. Er ernährt sich von Fisch und Tintenfisch.

## Verbreitung

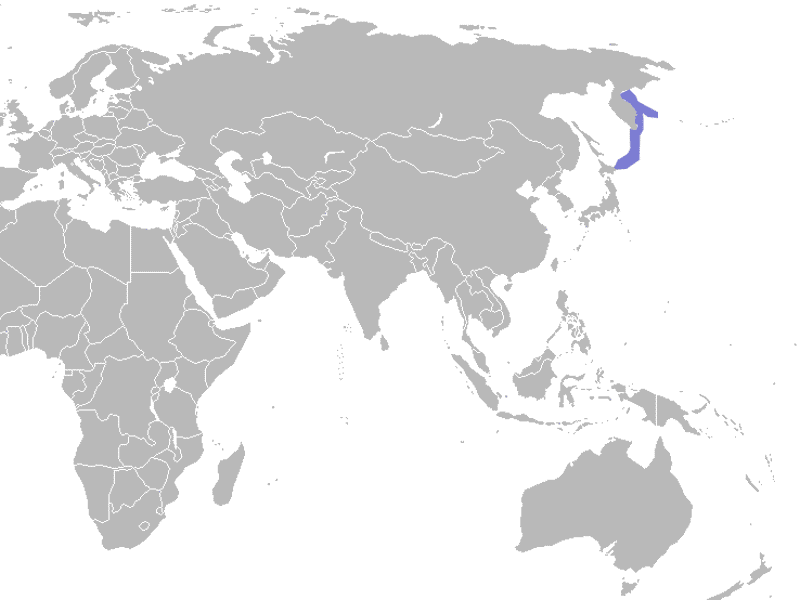
Verbreitungsgebiet des Kurilenseehunds

Sein Verbreitungsgebiet umfasst Kamtschatka, das Ochotskische Meer, die Kurilen, Hokkaidō und die Kommandeurinseln.

## Gefährdung
Auf Hokkaido ist der Kurilenseehund gefährdet. In den 1940er Jahren lag der Bestand am Kap Erimo bei 1500 Exemplaren. 1986 schrumpfte die Zahl auf nur noch 350 Tiere. Im Jahre 2004 erholte sich die Population auf eine Anzahl von 905 Exemplaren. Früher wurden die Seehunde erbarmungslos von Fischern und Jägern abgeschossen, so dass es in den 1960er Jahren insgesamt nur noch 3000 Exemplare gab. Heute haben sich zwar die Bestände in einem großen Bereich des Verbreitungsgebietes erholt, als Hauptgefährdung gelten aber noch immer die Fischernetze, in denen sich die Tiere verfangen und dann verenden.

## Systematik
1883 entdeckte Leonhard Hess Stejneger bei den Kommandeurinseln eine neue Seehundart, die 1902 von Joel Asaph Allen als Phoca stejnegeri beschrieben wurde. 1942 beschrieb Tetsuo Inukai die Seehundpopulationen von den Kurilen und dem nördlichen Hokkaido als Phoca ochotensis kurilensis. 1964 klassifizierte A. N. Belkin die Seehunde von der Kurileninsel Iturup als neue Art Phoca insularis. 1966 betrachtete Ian Alexander McLaren das von Inukai beschriebene Taxon als eigenständige Art Phoca kurilensis. 1968 studierte Sergeĭ Vladimirovich Marakov die Seehundpopulationen der Kommandeurinseln und der Kurilen und fand heraus, dass die Taxa stejnegeri, kurilensis und insularis identisch sind. Seit 1977 gilt der Kurilenseehund als Unterart des Seehunds.